# Telemontecarlo
Telemontecarlo (ou simplesmente TMC) foi uma rede de televisão comercial italiana sediada em Roma. Pertencia a Seat Pagine Gialle, e foi fundada na cidade de Monte Carlo, em Mônaco, no dia 5 de agosto de 1974. Após ser comprada pela Seat Pagine Gialle, em 6 de agosto de 2000, foi extinta e substituida oficialmente pela LA7 em 24 de junho de 2001.

## História

### Gestão da Télé Monte Carlo (1974-1985)
A rede foi fundada inicialmente como uma versão em língua italiana da Télé Monte Carlo, rede de televisão de Mônaco que transmitia em língua francesa, e tinha o propósito de atender às necessidades da grande comunidade italiana presente no Principado de Mônaco. Foram realizadas transmissões experimentais no início de 1973 e a inauguração oficial foi realizada em 5 de agosto de 1974, um mês após a sentença da Corte constitucional italiana de 10 de julho de 1974, número 225, que sancionou a legitimidade dos sistemas de repetição de sinais de televisão estrangeiros. As transmissões começaram às 17h45, com o programa musical Un peu d'amour, d'amitié et beaucoup de musique, apresentado por Jocelyn Hattab e sua esposa Sophie.
Já no primeiro ano, a Télé Monte Carlo deu início à transmissão de seus programas em cores, destacando-se entre as opções televisivas do telespectador italiano, já que os canais da Rai ainda não contavam com esta tecnologia até 1977. Além de operar fora das fronteiras italianas (porém com muitas repetidoras em território italiano, tendo cobertura em grande parte da península italiana), a emissora também transmitia seus programas na Itália em escala nacional, tornando-se assim (juntamente com as outras duas redes estrangeiras da Itália, TV Koper-Capodistria e TSI) uma das primeiras alternativas aos canais da Rai para o público italiano. Por ser uma TV monegasca, a Telé Monte Carlo podia realizar transmissões ao vivo em rede nacional, diferentemente das redes privadas italianas, às quais isto não foi possível até 1991, por ser um direito exclusivo do serviço público de televisão. Assim como a Rai, a Telé Monte Carlo também era membra da Eurovisione.
A rede teve entre os seus primeiros colaboradores o jornalista esportivo Gianni Brera, diretor do primeiro programa desportivo da rede, Puntosport, e também Mike Bongiorno, embora não de forma totalmente oficial. Indro Montanelli também trabalhou na rede, criando em 1976 o telejornal da rede Il Giornale Nuovo, produzido pelo jornal milanês de mesmo nome, que ele próprio fundou. O programa tinha duração de dez minutos, sendo dividido em duas partes: na primeira (Notiziario), o locutor Antonio Devia lia as notícias mais importantes do dia, redigidas pelo Il Giornale. Na segunda (Editoriale), Indro Montanelli (ou um dos principais colunistas do jornal milanês, como Enzo Bettiza, Mario Cervi ou Cesare Zappulli) apresentava sua opinião sobre o acontecimento do dia. O comentário era gravado no final da manhã em Milão e depois transportado para Mônaco de carro. A partir de 29 de agosto de 1977, o telejornal se dividiu em duas edições noturnas. De 17 de janeiro a 28 de agosto de 1977, o telejornal foi precedido pelo programa noturno de estudo jornalístico apresentado por Luisella Berrino, intitulado Montecarlo sera. Além disso, de 1980 a 1982, era transmitido um telejornal curto com duração de cerca de um quarto de hora, o Monte-Carlo news.
De 1976 a 1980, o engenheiro Henri de France participou da criação e operação da rede de repetidoras da Télé Monte Carlo na Itália. De 1978 a 1980, a rede teve o apresentador de TV e autor Paolo Limiti como diretor de programação, responsável pela criação de diversos programas, incluindo o programa de culinária Telemenù, apresentada por Wilma De Angelis. O programa foi posteriormente renomeado para Sale, pepe e fantasia. Em 1979, Sandra Mondaini também entrou no canal monegasco com o programa de variedades Stasera mi sento milionaria, no horário nobre. Em 1980, o apresentador de TV Ettore Andenna passou a ser diretor de programação, ficando no cargo por um ano. Naquele ano, alguns de seus programas (produzidos nos estúdios da Antenna 3 Lombardia, em Milão) passaram a ser transmitidos na rede monegasca, como o matutino Telemattina e o quiz Scusi, le faccio un assegno?, exibido no início da noite. Também em 1980, Gianfranco Funari estreou um programa próprio, o talk show noturno Torti in faccia, gravado na sucursal da emissora em Milão.
Em 1981, surgiram rumores da intenção de colocação à venda pela propriedade franco-monegasca da sucursal de língua italiana da Télé Monte Carlo. Isto foi confirmado em 1983, com a adoção de um novo logotipo na sucursal, de forma a distingui-la da sua irmã francófona, depois de anos utilizando uma marca unificada. No logotipo da emissora, a grafia seguida era a francesa, portanto o substantivo Tele era escrito Télé, caligrafia que, no entanto, nunca foi usada pela imprensa italiana. Também nos primeiros anos, quando existiam as iniciais da Eurovision, o nome que aparecia era o de Radio Télé Monte Carlo ou Radio Télévision de Monte Carlo, também conhecida em italiano como Radio Televisione de Monte Carlo. Com isto, a rede passou a ser chamada de Tele Monte-Carlo.
Em 18 de março de 1982, a Rai adquiriu metade do pacote de ações da emissora, por medo de que o Canale 5 passasse a controlar o satélite disponível para a Tele Monte-Carlo. Este ato logo causou mal-entendidos que resultaram na saída da redação de Il Giornale da rede e no cancelamento do Monte-Carlo news. Havia, portanto, apenas dois telejornais curtos (Notizie Flash), reduzidos a apenas um em 1985. Nesse período, a rede reprisava alguns programas antigos da Rai, como Lascia o raddoppia?, Studio Uno e Discoring.
A partir de meados da década de oitenta, a Tele Monte-Carlo, que até então contava com uma boa audiência na Itália, começou gradativamente a desaparecer do cenário televisivo, devido ao crescimento das grandes redes privadas nacionais, principalmente do Fininvest Group.

### Gestão da Rede Globo (1985-1994)

Logotipo utilizado pela rede entre 1985 e 1995.

Em 4 de agosto de 1985, 90% da rede foi comprada pelo Grupo Globo, ao qual pertence a Rede Globo. Os 10% restantes permaneceram de propriedade da Rai. A direção do canal foi confiada a Herbert Fiuza, que delegou a gestão das produções internas a Carlo Briani. A partir daí, o nome da rede passou a ser grafado como Telemontecarlo, e a logo passou a ser a mesma utilizada pela rede brasileira de 1981 a 1983.
Com a chegada da Rede Globo, houve também a inauguração do novo centro de produção de TV da TMC em Roma, na Piazza della Balduina, 48. Inaugurado em 1986, tornou-se o principal estúdio da Telemontecarlo (enquanto as sucursais de Monte Carlo e Milão tiveram suas funções cada vez mais reduzidas) e permaneceram em operação até 1998. Como resultado da compra, vários programas brasileiros eram exibidos em versão italiana, como as novelas Gabriela, Dancin' Days, Água Viva, Vite rubate (Louco Amor), Mamma Vittoria (Pão Pão, Beijo-Beijo), Happy End (Final Feliz), Giungla di cemento (Selva de Pedra), La padroncina - Il cammino della libertà (Sinhá Moça), Doppio imbroglio (Cambalacho), Adamo contra Eva (Guerra dos Sexos), Terre sconfinate (Terras do Sem-Fim) e Potere (Roda de Fogo).
Além das novelas, a emissora também exibiu minisséries e séries de TV brasileiras, como Trio di cuore (Rabo de Saia), Scacco alla mafia (A Máfia no Brasil), Lampião e Maria Bonita, Anarchici grazie a Dio (Anarquistas, Graças a Deus) e Società a irresponsabilità illimitata (Armação Ilimitada). Naquela época, alguns programas de TV americanos para crianças também eram exibidos, como Get Smart, Batman, I misteri di Nancy Drew (The Mysteries of Nancy Drew) e Segreti e misteri (Secrets and Mysteries). A TMC também tinha em sua programação o programa infantil Il paese della cuccagna, com piadas no estúdio, brincadeiras e animes, apresentado por Marina Perzy e Paolo Limiti e produzido no Brasil. No que diz respeito a produções próprias, a Telemontecarlo contava com o talk show Specchio della vita, o programa TV Donna, apresentado por Carla Urban, além do consolidado programa de culinária Sale, pepe e fantasia. 
O jornalismo da rede também passou por muitas mudanças nesta fase, e em fevereiro de 1986, sob a direção de Ricardo Pereira, em parceria com Roberto Quintini, passou a ser produzido o telejornal TMC News. Foi o primeiro na Itália a ser apresentado em dupla (alternando entre um jornalista masculino e uma jornalista feminina) e com movimentação de câmeras, uma inovação no telejornalismo italiano à época. Alguns jornalistas brasileiros também trabalharam compuseram a equipe da rede, como José Altafini.
Nessa época, a Telemontecarlo transmitia as comemorações e eventos relacionados ao carnaval carioca, e no campo esportivo, eram feitas transmissões das partidas de futebol do Campeonato Brasileiro e da Seleção Brasileira, além das corridas da Fórmula 1. A parte gráfica da rede também havia sido alterada com a chegada da Rede Globo, adotando trilhas sonoras e vinhetas da rede brasileira. A maioria dos grafismos eram adaptados em Roma por designers gráficos como Fiammetta Grasselli (que na época era diretora de arte e responsável do setor gráfico da rede), enquanto a maior parte das trilhas eram compostas ou rearranjadas por Silvio Amato.
Em outubro de 1987, a programação da Telemontecarlo foi retirada do ar em suas afiliadas Canale 7 Roma e Canale 21 Roma, devido a uma contestação jurídica do direito da emissora de realizar transmissões ao vivo no território italiano feita pelo grupo Fininvest, de Silvio Berlusconi, que alegava que a rede monegasca tinha privilégios indevidos. A determinação foi de que a rede deveria deixar de fazer transmissões ao vivo em Roma e na região do Lácio.
Em 1990, devido a baixa audiência da rede e dívidas, a Globo começou a retirar suas ações da Telemontecarlo, transferindo 40% da propriedade do canal para a Montedison, comandada na época por Raul Gardini.
Vários famosos, deslocados pelas principais emissoras, foram contratados pela Telemontecarlo, como Luciano Rispoli, com o programa Ho fatto 13!!! e Mino Damato, que de 1991 a 1992, apresentou o talk show I.T. - Incontri Televisivi, e Loretta Goggi, que na mesma época apresentou o programa noturno de variedades Festa di compleanno.
Também foram lançados nomes que viriam a se popularizar alguns anos depois, como Alessia Marcuzzi (apresentadora, junto com Mauro Serio, do programa infantil Amici mostri, de 1992 a 1993), Paola Perego, apresentadora do programa Settimo squillo, acompanhada pelo ator Remo Girone. Perego também apresentou o programa sobre saúde Quando c'è la salute. Também neste período, a estreante Simona Ventura trabalhou no canal como jornalista esportiva. Ainda em 1992, a Telemontecarlo cobriu parte das Olimpíadas de Barcelona.
De 1992 a 1993, a programação também foi preenchida com novos programas como La più bella sei tu e Tappeto volante, com Luciano Rispoli (acompanhado por Melba Ruffo), Verde Fazzuoli, de Federico Fazzuoli, e deu início a uma série de programas experimentais tendo como público-alvo os jovens, produzidos por Lorenzo Torraca, como T.R.I.B.U., com Gegè Telesforo, e The Lion Trophy Show, com Emily De Cesare.
O ponto forte da rede, porém, era as transmissões esportivas. O futebol (a TMC podia transmitir, por ser monegasca e membra da Eurovisione, as partidas do Campeonato Europeu e das Copas do Mundo, fugindo assim da exclusividade dos canais da Rai), as corridas de iatismo pela Copa América, e o esqui alpino, cujas corridas da Copa do Mundo e dos Campeonatos Mundiais eram transmitidas com os comentários de Bruno Gattai. O maior destaque da programação esportiva foi o Galagoal, programa que estreou em 1990 e tinha como apresentadores Alba Parietti e Massimo Caputi. Alba também apresentou, na Telemontecarlo, o programa de vareidades Tre donne intorno al coro, junto com Athina Cenci e Susanna Agnelli, e o talk show Corpo a corpo.
Em 1992, a Telemontecarlo foi uma das primeiras emissoras privadas da Itália a ativar seu próprio serviço de teletexto, o TMCVideo.
Em 1993, Sandro Curzi, ex-diretor do TG3 na Rai 3, foi nomeado diretor do TMC News.

### Gestão da Montedison (1994-1995)
Em 4 de janeiro de 1994, a Montedison (que já estava sendo controlada por Antonio Ferruzzi) concluiu a aquisição da Telemontecarlo, e nomeou Emmanuele Milano (ex-diretor da Rai 1) para o cargo de gerente geral da rede. No mesmo ano, foi contratado da Rai o jornalista Corrado Augias, que criou uma faixa diária de notícias após o TMC News e depois a uma revista eletrônica de cultura e atualidade em horário nobre intitulada Domino.
A limitada cobertura da rede, aliada a uma programação não muito competitiva e muito reformulada, além de um mercado publicitário majoritariamente controlado pelas redes do Fininvest Group (Canale 5, Italia 1 e Rete 4) foram os principais problemas da gestão da Montedison na Telemontecarlo, que não conseguiu bons resultados.

### Gestão da Cecchi Gori Group (1995-2000)
Em 20 de julho de 1995, o cineasta e empresário Vittorio Cecchi Gori, por meio de sua empresa Cecchi Gori Group, após obter o consentimento das autoridades do Principado de Mônaco, comprou a Telemontecarlo visando criar, por meio da Videomusic, uma outra rede de sua propriedade, a TMC 2, criando assim um terceiro grupo televisivo focado em romper o duopólio dos grupos Rai e Mediaset (Canale 5, Italia 1 e Rete 4). A nova rede foi oficialmente lançada em 1 de junho de 1996.
A partir de 28 de abril de 1996, a audiência da Telemontecarlo passou a ser aferida pela Auditel.
Alguns rostos conhecidos, como Marco Balestri (com o talk show sentimental Strettamente personale), Jocelyn Hattab, que juntamente com Sabrina Salerno e Simona Tagli apresentava o game show Il grande gioco del mercante in fiera, uma nova versão de Il grande gioco dell'oca, outro programa apresentado por Jocelyn na Rai 2, Toto Cutugno (com o programa musical Sei Forte), Gianfranco D'Angelo e Cinzia Leone, juntamente com uma equipe de comediantes (com o programa Retromarsh!!!, baseado no Drive In, da Italia 1), Luciano Rispoli (com o programa de variedades Tappeto volante, um dos poucos grandes sucessos da rede), e o programa juvenil Generazione X, apresentado por Pierluigi Diaco. Também foi criada uma faixa da tarde dedicada às crianças intitulada Zap Zap (apresentada por Guido Cavalleri e Marta Iacopini, que anteriormente apresentavam o Ciao Ciao), transmitida todos os dias às 18 horas, que basicamente voltou a exibir várias séries de animes transmitidos anteriormente por outras redes. Ainda para o público infantil, a rede também adquiriu o direito de transmitir alguns dos desenhos animados do Cartoon Network, os quais foram inseridos em uma faixa matinal com o mesmo nome, apresentada por Emanuela Panatta e Beppe Rispoli.
No entanto, a audiência média da rede não atingiu (salvo em alguns casos) os níveis esperados, nem mesmo conseguindo consolidar o canal como o terceiro maior da TV italiana. Além disso, permanecia o problema das escassas retransmissoras e a consequente limitada cobertura territorial da Telemontecarlo.
De 1996 a 1997, a emissora conquistou os direitos do campeonato italiano de futebol da Série A, retirando-os da Rai, mas não deu à Lega Calcio garantias bancárias a tempo de garantir o pagamento dos direitos. Após uma série de denúncias e acordos, a emissora pôde transmitir, graças à desagregação dos direitos de transmissão na TV aberta, os gols do campeonato das 19h às 20h30. No futebol, porém, foi transmitido um troféu internacional: a Copa das Nações Africanas.
Os pontos fortes da programação esporte do período foram Il processo di Biscardi nas noites de segunda-feira, migrado da TMC 2 para a rede principal, e Goleada (versão atualizada de Galagol) com Massimo Caputi (também anteriormente transmitido pela TMC 2), na primeira edição acompanhado por Martina Colombari, na segunda por Ela Weber e na terceira pela futebolista e treinadora Carolina Morace.
No dia 12 de fevereiro de 1997, a Telemontecarlo foi a primeira rede privada de televisão a transmitir uma partida de futebol exclusiva da Seleção Italiana válida pelas eliminatórias para o mundial, Inglaterra x Itália. No outono de 1997, Wilma De Angelis voltou para a emissora, apresentando um programa matinal intitulado Due come voi, apresentado em dupla com Benedicta Boccoli.
Em 7 de abril de 1997, Antonio Lubrano aceitou ser transferido para a rede, se tornando diretor de jornalismo da TMC e apresentador do programa diário Candido. Biagio Agnes foi nomeado diretor do canal, e apesar de colocar novamente na grade o programa médico Check up, rebatizado de Check up-salute e apresentado por Annalisa Manduca, não conseguiu reviver a programação pouco competitiva da TMC. A rede foi confiada a Rita Rusić, esposa do então proprietário Vittorio Cecchi Gori e conhecida produtora de cinema. 
No outono de 1998, a programação foi renovada novamente com o intuito de atingir diretamente um perfil de público. Graças a esta última mudança na linha editorial, a Telemontecarlo contratou a ex-locutora da Rai, Ilaria Moscato (para o programa matinal Casa, amore e fantasia) e o maquiador Diego Dalla Palma (para o programa Questione di stile). Alain Elkann foi promovido a apresentador do talk show dominical, Il caffè della domenica. Rita Forte também passou a ser apresentadora do programa Forte fortissima.
No dia 10 de março de 2000, às 23h10, foi ao ar o primeiro episódio da série Sex and the City com Sarah Jessica Parker, inserido em um talk show feminino intitulado Sesso, parlano le donne, apresentado por Anna Pettinelli.
No mesmo ano, a filial da Telemontecarlo em Monte Carlo foi encerrada, em consequência da intenção da emissora de transmitir seu sinal a partir da Itália. Isso resultou na demissão de todos os funcionários que trabalhavam naquela sucursal. Com isto, foi realizado um protesto, que fez com que a TMC ficasse fora do ar no dia 30 de maio de 2000 das 20h05 às 20h33, exibindo um slide que explicava o motivo da interrupção das transmissões:

“Como parte do fechamento da filial da TMC no Principado de Mônaco, a Cecchi Gori Group utiliza de meios inaceitáveis para demitir todos os funcionários... é inadmissível que a TMC, uma "rede monegasca", possa ser transmitida fora de Mônaco e que sua transmissão seja realizada diretamente da Itália.”— Tela de protesto dos funcionários da Telemontecarlo que foi exibida para protestar contra o fechamento da filial monegasca.
Até o verão daquele ano, a Telemontecarlo transmitia seu sinal direto dos escritórios de Milão e Roma, e o enviava ao transmissor do escritório de Mônaco, de onde chegava então ao Principado, sul da França e Itália. Este sistema servia para manter o estatuto jurídico de televisão estrangeira, operando como um canal monegasco. Depois disso, a rede foi transmitida diretamente de Roma (nada era produzido no escritório de Milão) e deu início a descaracterização do nome Telemontecarlo, passando a utilizar mais a sigla TMC, tornando-se oficialmente uma emissora italiana.
O escritório de Mônaco permaneceu aberto por mais alguns meses, devido ao fato de que a rede transmitiu o Campeonato Europeu de Futebol na Bélgica e na Holanda em 2000.

### Gestão da Seat Pagine Gialle e extinção (2000-2001)
Em 6 de agosto de 2000, a Cecchi Gori, um mês e meio de longas negociações após o surgimento das dificuldades financeiras, vendeu a TMC e a TMC 2 para a Seat Pagine Gialle, da Telecom Italia. A nova proprietária decidiu que, para relançar a rede de uma vez por todas, era necessário adotar uma forma e um nome totalmente novos, de forma a torná-lo capaz de competir com os principais canais nacionais da época. A nova empresa pretendia visar, como havia declarado desde o início, um alvo jovem para o relançamento da rede, e por isso Roberto Giovalli, ex-diretor da Itália 1, foi nomeado diretor.
Em conferência de imprensa realizada em 3 de maio de 2001, na presença do diretor Ernesto Mauri e do gerente da rede Roberto Giovalli, foi oficialmente anunciado que a TMC se tornaria LA7, e que a nova rede seria lançada no dia 24 de junho.
Logo começou uma série de contratações para a nova emissora, e a mais importante foi a de Gad Lerner, ex-diretor do TG1 da Rai 1, que em 6 de junho foi nomeado novo diretor do TMC News. Também lhe foi confiada a gestão da redação esportiva do TMC Sport, e do jornalismo da TMC 2, esta última função assumida em 18 de junho. Muito foi investido na campanha publicitária com promos de TV nas duas redes, além de outdoors nas ruas. Também nos dois meses anteriores, a cada cinco minutos o logotipo do TMC girava por alguns segundos, mostrando o logo da LA7, depois retornando ao da TMC.
No dia 24 de junho daquele ano, durante o programa de gala Prima serata, apresentado por Fabio Fazio e Luciana Littizzetto, a LA7 foi oficialmente lançada por meio de um gesto simbólico realizado às 22h35, quando os apresentadores fizeram um link ao vivo na casa de uma telespectadora, pedindo-a para apertar o botão 7 em seu controle remoto para interromper a rotação do logotipo, que começou a girar na tela no momento do início do programa. A partir desse momento, a TMC foi oficialmente extinta e tornou-se LA7. No entanto, o logotipo da TMC foi colocado lado a lado com a nova marca no canto superior direito da tela, para acostumar gradativamente o público à identificação da nova rede. O logotipo da TMC permaneceu no ar até a meia-noite de 9 de setembro do mesmo ano.
Parte do acervo da Telemontecarlo passou a ser de propriedade da LA7. O material que corresponde a fase de 1974 a 1985 da TMC ainda é de propriedade do Groupe TF1 (empresa proprietária da TMC francesa), e portanto, a LA7 só tem propriedade do material produzido a partir de 1985.

## Logotipos

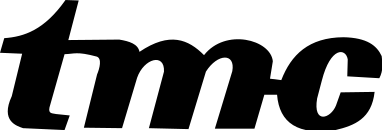
1974–1983
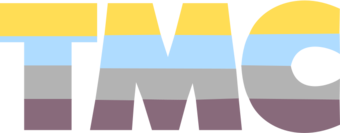
1983–1985
1985–1995
1995–2001

## Antigas afiliadas
| Emissora             | Canal  | Cidade           | Período de afiliação | Situação atual                                       |
| -------------------- | ------ | ---------------- | -------------------- | ---------------------------------------------------- |
| Antenna Marche       | —      | Ancona           | 1990                 | Extinta                                              |
| Antenna Sicilia      | 41 UHF | Catânia          | 1986-1990            | Hoje emissora independente                           |
| Telestars            | 57 UHF | Mongrassano      | 1986-1990            | Extinta                                              |
| Video Reporter       | —      | Pescara          | 1986-1990            | Extinta                                              |
| TeleBolzano          | 39 UHF | Trento           | 1985-1990            | Extinta                                              |
| Telecolor            | 51 UHF | Cremona          | 1984-1990            | Hoje emissora independente                           |
| Video Spezia         | 56 UHF | La Spezia        | 1984-1990            | Extinta                                              |
| Canale 34 Telenapoli | 34 UHF | Nápoles          | 1983-1990            | Extinta                                              |
| Canale 7 Roma        | 54 UHF | Castel del Piano | 1983-1990            | Extinta                                              |
| Canale 21 Roma       | 21 UHF | Ciampino         | 1981-1990            | Extinta                                              |
| TGS2                 | 50 UHF | Palermo          | 1986-1989            | Hoje Tele Giornale di Sicilia, emissora independente |
| Canale 6             | 32 UHF | Milão            | 1985-1989            | Extinta                                              |
| Canale Uno           | 28 UHF | Taranto          | 1984-1989            | Extinta                                              |
| Tele Radio Bologna   | 55 UHF | Bolonha          | 1982-1989            | Extinta                                              |
| Telemondo 2000       | 42 UHF | Torrita di Siena | 1981-1986            | Extinta                                              |
| Canale 55            | 55 UHF | Pisa             | 1982-1984            | Extinta                                              |
| TeleRomana           | 27 UHF | Roma             | 1982-1983            | Extinta                                              |
| Tele Frosinone       | 44 UHF | Frosinone        | Desconhecido         | Extinta                                              |